# Karabiga
Karabiga es una localidad turca de la provincia de Çanakkale, junto al mar de Mármara . 

## Historia

Mapa con algunas de las principales colonias griegas de la Propóntide. Príapo se ubicaba en la costa meridional, donde está ahora Karabiga.

Está situada en el lugar donde en la Antigüedad se ubicaba la colonia griega de Príapo, cuyo nombre era en honor al dios Príapo al cual veneraban, quizá por haberse trasladado allí un santuario desde Orneas o quizá porque la zona era rica en viñas y Príapo era hijo del dios Dioniso, el dios del vino.
Se decía que había sido fundada por colonos de Mileto o de Cícico.
Es mencionada por Tucídides, que señala que en Harpagio y Príapo, tres días después de la batalla de Cinosema, los atenienses capturaron ocho naves procedentes de Bizancio.